# 미국 배우 조합상
미국 배우 조합상(美國俳優組合賞, Screen Actors Guild Awards, SAG)은 미국의 영화상이다. 미국 배우 조합이 주최한다. 1995년 처음 시작되었다.

## 상 종류

### 공로상
- 미국 배우 조합상 공로상

### 영화
- 캐스트
- 남우주연
- 여우주연
- 남우조연
- 여우조연
- 스턴트 앙상블

### 텔레비전
- 앙상블 캐스트 - TV드라마 부문
- 남우주연 - TV드라마 부문
- 여우주연 - TV드라마 부문
- 앙상블 캐스트 - TV코미디 부문
- 남우주연 - TV코미디 부문
- 여우주연 - TV코미디 부문
- 남우주연 - TV영화 및 미니시리즈 부문
- 여우주연 - TV영화 및 미니시리즈 부문
- 스턴트 앙상블

## 시상식
- 제1회 미국 배우 조합상 (1994년)
- 제2회 미국 배우 조합상 (1995년)
- 제3회 미국 배우 조합상 (1996년)
- 제4회 미국 배우 조합상 (1997년)
- 제5회 미국 배우 조합상 (1998년)
- 제6회 미국 배우 조합상 (1999년)
- 제7회 미국 배우 조합상 (2000년)
- 제8회 미국 배우 조합상 (2001년)
- 제9회 미국 배우 조합상 (2002년)
- 제10회 미국 배우 조합상 (2003년)
- 제11회 미국 배우 조합상 (2004년)
- 제12회 미국 배우 조합상 (2005년)
- 제13회 미국 배우 조합상 (2006년)
- 제14회 미국 배우 조합상 (2007년)
- 제15회 미국 배우 조합상 (2008년)
- 제16회 미국 배우 조합상 (2009년)
- 제17회 미국 배우 조합상 (2010년)
- 제18회 미국 배우 조합상 (2011년)
- 제19회 미국 배우 조합상 (2012년)
- 제20회 미국 배우 조합상 (2013년)
- 제21회 미국 배우 조합상 (2014년)
- 제22회 미국 배우 조합상 (2015년)
- 제23회 미국 배우 조합상 (2016년)
- 제24회 미국 배우 조합상 (2017년)
- 제25회 미국 배우 조합상 (2018년)
- 제26회 미국 배우 조합상 (2019년)
- 제27회 미국 배우 조합상 (2020년)
- 제28회 미국 배우 조합상 (2021년)
- 제29회 미국 배우 조합상 (2022년)